# موانئ الصيد البحري في سلطنة عمان
يعتبر قطاع الصيد البحري في سلطنة عمان من الروافد الاساسية للاقتصاد العماني. فإضافة إلى دور الصيد في توفير الاحتياج للبروتين فهو يوفر العمل لاكثر من 40000 مواطن بصفة مباشرة بالإضافة إلى عدد أكبر من العاملين في المهن والخدمات المرتبطة في الصيد السمكي. وحيث ان وزارة الزراعة والثروة السمكية على عاتقها تنظيم العمل في الصيد وتطويره وتطوير العاملين فيه وتوفير كافة السبل للصياد، كانت موانئ الصيد البحري استكمالا للعمل الذي تقوم به الوزارة لخدمة الصيادين.

## ميناء الصيد البحري

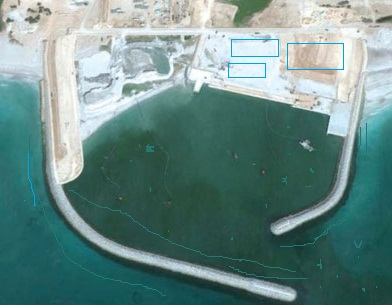
ميناء صيد

يوفر ميناء الصيد البحري الملاذ الأمن لقوارب الصيد كما يضم عدد من المرافق الضرورية لخدمة الصيادين ومرتادي البحر ويوجد بها محطة لتزويد الوقود ومصنع للثلج وسوق سمكي وورش تصليح القوارب ومحلات بيع ادوات الصيد وقد يضم أيضا إدارة حكومية تعنى بتقديم التراخيص للصيادين وإدارة الثروة السمكية.

## موانئ الصيد البحري المنتشرة في السلطنة
تتوزع الموانئ في عدد من المحافظات والولايات داخل المحافظة ومنها:
- مواني الصيد القائمة

1. ـ محافظة مسندم “موانئ بخا وخصب وكمزار وليما ودبا”.
2. ـ محافظة شمال الباطنة “موانئ شناص وصحار وصحم والخابورة والسويق”.
3. ـ محافظة مسقط “موانئ السيب وقريات”.
4. ـ محافظة جنوب الشرقية “موانئ صور والأشخرة ومصيرة”.
5. ـ محافظة الوسطى “ميناء اللكبي”.
6. ـ محافظة ظفار “موانئ مرباط ووريسوت وضلكوت”.

- موانئ الصيد المخطط إنشاءها

1. ـ محافظة شمال الباطنة “ميناء لوى”.
2. ـ محافظة جنوب الباطنة “موانئ المصنعة وبركاء”.
3. ـ محافظة الوسطى “موانئ محوت والدقم”.
4. ـ محافظة ظفار “موانئ الشويميه والحلانيات وحاسك وسدح وطاقة ورخيوت”

## تطوير الموانئ
وتعزم الوزارة لتطوير موانئ الصيد البحري لتحوي نقاط لشرطة خفر السواحل وايضا ليشمل الانشطة السياحية وغيرها وذلك ليساهم في دعم مختلف الانشطة.